# KiNG3
KiNG3（きんぐすりー）は、日本の2人組エンタメ集団。2023年にデビュー。

## 概要
2023年8月にメンバーが発表され、活動を開始。結成時のメンバーはKOUKi、SEiYA(秋野成耶)、KAiTOの3人。その後、KAiTOが脱退し2人体制となる。8月19日になごやエンタメ祭りに出演し、ステージデビュー。

## メンバー
| 名前             | 生年月日              | 備考                                    |
| ---------------- | --------------------- | --------------------------------------- |
| KOUKi （こうき） | 1999年11月9日（25歳） | 檸檬色担当。                            |
| SEiYA （せいや） | 不明                  | 真紅色担当。                            |
| KAiTO （かいと） | 不明                  | 藍色担当。元メンバー。2023年9月に脱退。 |

## 出演
※主な出演イベントのみ記載
- なごやエンタメ祭り（2023年8月19日、光の広場）[3]

- KiNG-do-m（2023年9月 - 、Dream Cube）[4]

- 太田川駅 野外ライブ（2023年9月 - 、太田川駅西側 大屋根広場）[4]

- 名古屋みなとミュージックストリート（2023年11月19日、名古屋港つどいの広場）[5]

- KiNG-do-m ～KOUKiリアバSP～（2023年11月7日、栄シアターZONE）[6]

- 名古屋みなとミュージックストリート（2023年11月19日、名古屋港つどいの広場）[5]

- the Includesマンスリーライブ（2023年11月16日、なるぱーく）[7]

- 神田明神 disk one LIVE（2023年12月23日、神田明神EDOCCO STUDIO）[8]